# 대한민국 상법 제372조
대한민국 상법 제372조는 주주총회의 연기, 속행의 결의에 대한 상법 회사법의 조문이다.

## 조문
제372조 (총회의 연기, 속행의 결의) (1) 총회에서는 회의의 속행 또는 연기의 결의를 할 수 있다.

(2) 전항의 경우에는 제363조의 규정을 적용하지 아니한다.

第372條 (總會의 延期, 續行의 決議) ① 總會에서는 會議의 續行 또는 延期의 決議를 할 수 있다.

②前項의 境遇에는 第363條의 規定을 適用하지 아니한다.

## 판례
- 주주총회의 소집의 철회도 인정된다[1]